# Grammia virguncula
Grammia virguncula är en fjärilsart som beskrevs av Kirby 1837. Grammia virguncula ingår i släktet Grammia och familjen björnspinnare. Inga underarter finns listade i Catalogue of Life.